# Gustavo Bryan Ávila
Gustavo Oscar Bryan Ávila (* 20. Juni 1997) ist ein kubanischer Volleyballspieler.

## Karriere
Ávila spielte von 2021 bis 2023 beim griechischen Erstligisten AO Milon Neas Smyrnis. In der Saison 2023/24 war er beim Ligakonkurrenten AO Foinikas Sýros aktiv. 2024/25 spielte der Mittelblocker in Rumänien bei CSU Știința București. 2025 wurde Ávila vom deutschen Bundesligisten WWK Volleys Herrsching verpflichtet.